# مارسل الکساندر برتران
مارسل الکساندر برتران (انگلیسی: Marcel Alexandre Bertrand؛ ۲ ژوئیه ۱۸۴۷ – ۱۳ فوریه ۱۹۰۷) دانشمند در زمینه زمین‌شناسی اهل فرانسه بود.
وی همچنین برندهٔ جوایزی همچون لژیون دونور (افسر) شده‌است.

## زندگی‌نامه
مارسل در ۲ ژوئیه ۱۸۴۷ در پاریس متولد شد. پدر او یک ریاضیدان بود. او در مدرسه پلی‌تکنیک فرانسه تحصیل کرد و سپس به مدرسه عالی معدن رفت.
او در ۱۳ فوریه ۱۹۰۷ درگذشت و مقبره وی در گورستان مون‌پارناس، پاریس است.